# Pontavert
Pontavert és un municipi francès situat al departament de l'Aisne i a la regió dels Alts de França. L'any 2007 tenia 608 habitants.

## Demografia

### Població
El 2007 la població de fet de Pontavert era de 608 persones. Hi havia 216 famílies de les quals 28 eren unipersonals (8 homes vivint sols i 20 dones vivint soles), 82 parelles sense fills, 90 parelles amb fills i 16 famílies monoparentals amb fills.
La població ha evolucionat segons el següent gràfic:
Habitants censats

### Habitatges
El 2007 hi havia 242 habitatges, 216 eren l'habitatge principal de la família, 13 eren segones residències i 12 estaven desocupats. 231 eren cases i 7 eren apartaments. Dels 216 habitatges principals, 179 estaven ocupats pels seus propietaris, 31 estaven llogats i ocupats pels llogaters i 6 estaven cedits a títol gratuït; 6 tenien dues cambres, 22 en tenien tres, 50 en tenien quatre i 138 en tenien cinc o més. 177 habitatges disposaven pel capbaix d'una plaça de pàrquing. A 93 habitatges hi havia un automòbil i a 110 n'hi havia dos o més.

### Piràmide de població
La piràmide de població per edats i sexe el 2009 era:
| Homes | Edats   | Dones |
| ----- | ------- | ----- |
| 0     | 95 o +  | 0     |
| 8     | 90 a 94 | 0     |
| 0     | 85 a 89 | 8     |
| 0     | 80 a 84 | 4     |
| 12    | 75 a 79 | 4     |
| 12    | 70 a 74 | 12    |
| 4     | 65 a 69 | 8     |
| 4     | 60 a 64 | 16    |
| 4     | 55 a 59 | 0     |
| 24    | 50 a 54 | 16    |
| 16    | 45 a 49 | 16    |
| 20    | 40 a 44 | 16    |
| 20    | 35 a 39 | 12    |
| 12    | 30 a 34 | 12    |
| 24    | 25 a 29 | 16    |
| 4     | 20 a 24 | 20    |
| 20    | 15 a 19 | 4     |
| 16    | 10 a 14 | 16    |
| 16    | 5 a 9   | 12    |
| 20    | 0 a 4   | 12    |

## Economia
El 2007 la població en edat de treballar era de 402 persones, 298 eren actives i 104 eren inactives. De les 298 persones actives 267 estaven ocupades (149 homes i 118 dones) i 31 estaven aturades (11 homes i 20 dones). De les 104 persones inactives 30 estaven jubilades, 40 estaven estudiant i 34 estaven classificades com a «altres inactius».

### Ingressos
El 2009 a Pontavert hi havia 217 unitats fiscals que integraven 569 persones, la mediana anual d'ingressos fiscals per persona era de 18.248 €.

### Activitats econòmiques
Dels 13 establiments que hi havia el 2007, 1 era d'una empresa extractiva, 1 d'una empresa alimentària, 4 d'empreses de construcció, 1 d'una empresa de comerç i reparació d'automòbils, 1 d'una empresa immobiliària, 3 d'empreses de serveis i 2 d'empreses classificades com a «altres activitats de serveis».
Dels 4 establiments de servei als particulars que hi havia el 2009, 1 era una fusteria, 1 electricista, 1 empresa de construcció i 1 perruqueria.
L'únic establiment comercial que hi havia el 2009 era una fleca.
L'any 2000 a Pontavert hi havia 10 explotacions agrícoles.

## Equipaments sanitaris i escolars
El 2009 hi havia una escola elemental.

## Poblacions properes
El següent diagrama mostra les poblacions més properes.